# Odilo Scherer
Odilo Pedro Scherer (Cerro Largo, 1949. szeptember 21. –) brazil bíboros, a São Pauló-i főegyházmegye érseke, a brazil püspöki konferencia főtitkára
Brazíliában, Rio Grande do Sul állam Cerro Largo városában született 1949. szeptember 21-én Edwino és Francisca Scherer gyermekeként. Mindkét szülője a németországi Saar-vidékről származott. Miután Curitiba városban elvégezte a szemináriumot, a Paranái Pápai Katolikus Egyetem, majd Rómában a Gregoriana Pápai Egyetem hallgatója lett. 1976. december 7-én szentelték pappá.
Igazgatóként és professzorként dolgozott 1977 és 1978 között a cascaveli, majd 1979-től 1982-ig a Toledói egyházmegyei szemináriumban.
1985–1988 között filozófiát tanított a Ciências Humanas Arnaldo Busatto intézetben, 1985-ben teológiát az Instituto Teológico Paulo VI-ban. 1994-ig az Universidade Estadual do Oeste do Paraná tanára volt. 1994-től 2001-ig a Szentszéken a Püspöki Kongregáció tisztviselőjeként szolgált.
2001. november 28-án São Paulo segédpüspökének és Novi címzetes püspökének nevezték ki. 2002. február 2-án szentelték püspökké. A brazil püspöki konferencia főtitkára lett 2003-ban. II. János Pál pápa nevezte ki São Paulo érsekének. A 2007. november 24-i konzisztóriumon beválasztották a Bíborosi Kollégiumba. 2008-tól tagja a Papi Kongregációnak. 2011. január 5-én az elsők között nevezték ki az újonnan létrehozott Új Evangelizáció Pápai Tanácsának tagjai közé.

## Fordítás
- Ez a szócikk részben vagy egészben  az   Odilo Scherer című angol Wikipédia-szócikk ezen változatának fordításán alapul.  Az eredeti cikk szerkesztőit annak laptörténete sorolja fel. Ez a jelzés csupán a megfogalmazás eredetét és a szerzői jogokat jelzi, nem szolgál a cikkben szereplő információk forrásmegjelöléseként.